# Beauty Survivor
「Beauty Survivor」（ビューティー・サバイバー）は、アンジェラベイビーの1枚目のシングル。2010年7月28日にインターネット配信はじめて、2010年8月25日にavex traxからCD発売された。

## 概要
上海市出身の女性ファッションモデル・アンジェラベイビーのデビューシングル。表題曲「Beauty Survivor」は、アンジェラベイビーがヴィダルサスーンのCMソングに抜擢され、歌手デビューを果たす。

## 収録曲
1. Beauty Survivor [4:13] 
作詞：BOO、作曲・編曲：大沢伸一
2. Beauty Survivor（instrumental） [4:14]